# Universidade da Macedônia
A Universidade da Macedônia (em grego Πανεπιστήμιο Μακεδονίας ou Panepistímio Makedonías) é a segunda maior instituição de ensino superior localizada em Tessalônica, na região grega da Macedônia. Consiste em dez departamentos, que lidam principalmente com ciências econômicas, sociais e políticas.